# Argyria critica
Argyria critica là một loài bướm đêm trong họ Crambidae.